# Otto Blaschke
Otto Blaschke (* 24. September 1908 in Obernitz, Landkreis Brüx; † 7. Oktober 1982 in Asperg) war ein sudetendeutscher KZ-Arzt und SS-Obersturmführer.

## Leben
Blaschke wurde nach einem Medizinstudium 1936 in Prag zum Dr. med. promoviert. Nach der Angliederung des Sudetenlandes infolge des Münchner Abkommens trat er im Oktober 1938 der Allgemeinen SS bei (SS-Nummer 391.852), beantragte am 12. Januar 1939 die Aufnahme in die NSDAP und wurde rückwirkend zum 1. November 1938 aufgenommen (Mitgliedsnummer 6.669.400). Während des Zweiten Weltkrieges  kam er Anfang Oktober 1940 zur Waffen-SS und war in der Folge fast zwei Jahre Lagerarzt in Konzentrationslagern. Ab Anfang Dezember 1940 war er für ein Jahr Lagerarzt im KZ Auschwitz. Anschließend wurde er zum 5. Dezember 1941 ins KZ Flossenbürg versetzt und von dort im Februar 1942 ins KZ Ravensbrück, wo er als Lagerarzt im Männerlager eingesetzt war. Im Mai 1942 wechselte er ins KZ Sachsenhausen und von dort im Juli 1942 ins KZ Mauthausen. Von November 1942 bis zum Kriegsende im Mai 1945 war er Truppenarzt bei der Leibstandarte SS Adolf Hitler. Bei der Waffen-SS erreichte er 1942 den Rang eines Obersturmführers.
In der Nachkriegszeit war Blaschke ab 1948 „in der Heilmittelindustrie als wissenschaftlicher Mitarbeiter“ tätig. Ab 1956 praktizierte er als Arzt in Eglosheim. Im Zuge der Ermittlungen zum ersten Frankfurter Auschwitzprozess wurde er vernommen und entgegnete auf eine ihn belastende Zeugenaussage: „Wenn der Zeuge angibt, daß ich im Lager umhergelaufen sei, um Muselmänner zu suchen, deren Nummer ich mir aufschrieb, um sie später liquidieren zu lassen, dann entspricht dies nicht den Tatsachen.“